# チャンドラ・プラカシュ・マイナリ
チャンドラ・プラカシュ・マイナリ（Chandra Prakash Mainari 1951年8月22日-）はネパールの共産主義政治家。地域開発・供給大臣等を歴任。制憲議会議員。

## ジャパ蜂起
タプレジュン郡、チョクプル生まれ。
1965年以後、学生運動に関わる。1970年、ネパール共産党に加盟。1971年にはジャパ郡の共産党地区委員会の若手リーダーのグループの一員になっていた。グループには他に兄のラダ・クリシュナ・マイナリ、モハン・チャンドラ・アディカリがいた。グループはインドの毛沢東主義者グループと、そのリーダー、チャール・マジュムダルに影響を受けていた。
1971年5月、このグループは武装蜂起し、地主や、その他「階級の敵」と認識された人々を殺害した。党指導部は、このジャパの運動の方法を認めず、マイナリとその同志は独立したグループとなった。
反乱グループはすぐに国家の力により鎮圧され、グループに従った数百人の追従者は殺害されたり、投獄されたり、外国への亡命を余儀なくされた。にもかかわらず、グループは地下に潜行し、ジャパの小作農の間で活動した。

## ネパール共産党マルクス・レーニン主義派の設立
1975年、ジャパ蜂起の生き残りたちは「全ネパール革命的調整委員会（マルクス・レーニン主義）」（ANCRCC(ML)）の設立にイニシアティブをとった。他の小さなグループはANCRCC(ML)に合流した。1978年12月26日、ANCRR(ML)はや「ネパール共産党マルクス・レーニン主義派」（CPN(ML)）の結党大会を組織した。マイナリは党総書記に選出された。
CPN(ML)は地下政党で、小規模な武装闘争を体制や封建的地主に対して行った。しかし、武装闘争という戦術はCPN(ML)にとって失敗であることが明らかになった。党は方針を変え、民主化のための大衆運動を組織することを始めた。マイナリは初期の武装闘争のリーダーとして総書記を追われ、ジャラ・ナト・カナル（現・統一共産党総書記）がこれに代わった。

## 統一共産党
後に、CPN(ML)は統一共産党（ネパール共産党統一マルクスレーニン主義派、CPN(UML)）に合流する。1994年、マン・モハン・アディカリ内閣の下でC.P.マイナリは下院議長に推されるが、ネパール会議派の推すラム・チャンドラ・パウデルに敗れる。マイナリは地域開発・供給大臣に任命される。

## 分裂
1998年統一共産党は内紛で分裂する。マイナリとバムデヴ・ガウタムは分離した「ネパール共産党マルクス・レーニン主義派」を指導した。
CPN(ML)は短期間、G.P.コイララ率いるネパール会議派政権に参加した。
1999年の総選挙ではCPN(ML)は全国で6.4%の票を得ながら、1議席も確保できなかった。
2000年のCPN(ML)の党大会で、マイナリは総書記選挙に立候補する。ガウタムがマダン・クマール・バンダリの打ち出した複数政党制民主主義路線を支持したのに対し、マイナリはより急進的な政治的アプローチを主張した。
2002年、CPN(ML)と統一共産党は再統合する。マイナリはこの合流には加わらず、CPN(ML)を再創設する。そして、党総書記として残った。
2002年から2006年にかけての反政府抗議活動においては、マイナリは統一左翼戦線の主要なリーダーの一人であった。しばらくの間、統一左翼戦線の議長を務めた。2005年2月1日の国王によるクーデターのときには、マイナリは2月25日まで自宅に軟禁された。
2007年1月、マイナリは暫定議会に参加し、天然資源委員会の委員長を務める。
2008年4月10日の制憲議会選挙では議員に当選している。

## 逸話
- 1995年7月10日、NHK衛星第一放送「アジア Who's Who」で「共産党・村おこし大臣　チャンドラ・プラカシュ・マイナリ（ネパール）」として紹介された。[1]